# Cathetosaurus
Cathetosaurus là một chi khủng long, được Jensen mô tả khoa học năm 1988.